# Licinia (Vestalin)
Licinia was een in de 1e eeuw v.Chr. levende, voorname Romeinse vrouw. Ze behoorde tot de plebejische gens Licinia en was een Vestalin.
In 73 v.Chr. werd er door een zekere Plotius een aanklacht ingediend tegen Licinia wegens haar (vermeende) ongeoorloofde omgang met Marcus Licinius Crassus Dives. Omdat deze pleitte dat hij haar slechts het hof had gemaakt, om een van haar landgoederen tegen een lagere prijs te kunnen verwerven, werd zij vrijgesproken. Toen Lucius Cornelius Lentulus Niger in 64 v.Chr. tot flamen Martialis werd gewijd, behoorde Licinia tot de deelnemers aan het bij deze gelegenheid gehouden feestmaal van de priester. In 63 v.Chr. steunde ze in de kiesstrijd haar verwant Lucius Licinius Murena, die kandidaat was voor het consulaat van 62 v.Chr., op een bijzondere wijze: tijdens spelen, waarbij gladiatoren optraden, mocht Murena Licinia's ereplaats innemen. Murena's kandidatuur bleek succesvol te zijn, zodat hij in 62 v.Chr. consul werd.